# A Tribuna (Santa Cruz das Palmeiras)
A Tribuna é um jornal semanal publicado em Santa Cruz das Palmeiras desde 7 de setembro de 1983 pela Editora A Cidade. No início, o nome do períodico era A Tribuna de Santa Cruz das Palmeiras. O nome A Tribuna foi inspirado por um semanário português de mesmo nome, cuja tipografia gótica no nome também foi adotada.
O semanário foi fundado por Luís Afonso Mendes, o Dudízio, ex-jogador de futebol do Jabaquara, de Santos. Desde sua fundação até hoje, o jornal é publicado em formato tabloide e em preto e branco, a não ser em datas comemorativas, como o aniversário de fundação da cidade. Dudízio dirigiu e foi o jornalista responsável da publicação até sua morte, em 15 de setembro de 2004. No mês seguinte o jornal sofreria uma grande reforma gráfica.
Em 2000 o jornal doou diversas ampliações históricas emolduradas de fotos para um museu local, o Centro Cultural Eduardo Prado. Em setembro de 2003 o jornal passou a apoiar uma escolinha de futsal e a formar equipes juniores para a disputa de campeonatos regionais do esporte. Quando do aniversário de 26 anos do jornal, a câmara municipal de Santa Cruz das Palmeiras lavrou uma moção de congratulação em que destacou "o caráter positivo das ações e trabalhos nas áreas culturais e educacionais, com principal ênfase na memória palmeirense, refletindo o cotidiano social e político, primando por uma informação imparcial, embasada em fatos que contribuem para o desenvolvimento e progresso da cidade".